# Łącze telekomunikacyjne
Łącze telekomunikacyjne (ang. telecommunications link) – kompleks środków technicznych do przesyłania sygnałów, przeznaczony do realizacji określonej usługi telekomunikacyjnej. 
Pojęcie łącza telekomunikacyjnego odróżnia się od pojęcia toru telekomunikacyjnego i linii telekomunikacyjnej.

## Rodzaje łączy telekomunikacyjnych
- łącze telekomunikacyjne dzierżawione
- łącze telekomunikacyjne komutowane
- łącze telekomunikacyjne analogowe
- łącze telekomunikacyjne cyfrowe
- łącze telekomunikacyjne satelitarne